# Zidovudina
La zidovudina (FONDA) o azidotimidina (AZT) (també anomenat ZDV) és un inhibidor de la transcriptasa inversa (ITIAN) usat com a medicament d'antiretroviral. Fou el primer tractament efectiu per al tractament de la infecció per VIH, causant de la SIDA. És un anàleg de la timidina. A Espanya està comercialitzat com EFG i Retrovir.

## Història
La zidovudina fou el primer fàrmac efectiu després de l'eclosió de la pandèmia de la SIDA. Jerome Horwitz del Barbara Ann Karmanos Cancer Institute i la Wayne State University School of Medicine sintetitzà per primera vegada l'AZT el 1964, amb finançament del National Institutes of Health (NIH). L'AZT estava pensat originalment per tractar el càncer, però fou descartat després que resultés ineficaç tractant càncer en ratolins.
En febrer de 1985, Samuel Broder, Hiroaki Mitsuya i Robert Yarchoan, tres científics del National Cancer Institute (NCI), col·laborant amb Janet Rideout i altres científics a Burroughs Wellcome (actualment anomenada GlaxoSmithKline), hi començava a treballar com a medicament contra la SIDA. Després de mostrar que aquesta droga era un agent eficaç en contra del VIH in vitro, l'equip del NCI dirigiren la fase 1 dels assajos clínics sota l'evidència proporcionada que podria augmentar els nivells de CD4 en pacients de SIDA.
Burroughs Wellcome conduïren un assaig aleatoritzat controlat per a l'AZT mitjançant el que demostraren que aquest podria prolongar la vida de pacients amb SIDA. Burroughs Wellcome Co. registrà com a patent l'AZT el 1985. La Food and Drug Administration (FDA) aprovava el fàrmac (mitjançant el llavors nou FDA accelerava aprovació sistema) per a l'ús contra el VIH, la SIDA, i el complex relacionat amb la SIDA (ARC de l'anglès AIDS Related Complex, terme en desús per a descriure les actuals malalties definitòries de SIDA) el 20 de març, de 1987, i llavors com a tractament preventiu el 1990. S'administrava inicialment en dosis molt més altes que avui, típicament 400 mg cada quatre hores (fins i tot de nit). Tanmateix, la manca d'alternatives en aquella època per tractar la SIDA afectà la raó de risc/benefici, i la toxicitat del fàrmac certa era menystingut per tal de controlar les primeres soques incontrolables del VIH. Un dels efectes secundaris de l'AZT inclou l'anèmia, una queixa comuna en els primers assajos.
Els règims de tractament moderns utilitzen típicament dosis més baixes (p. ex. 300 mg dos cops al dia). A partir de 1996, l'AZT, com altres fàrmacs antiretrovirals, és gairebé sempre utilitzat com a part de teràpia antiretroviral de gran activitat (HAART o TARGA). És a dir, es combina amb uns altres fàrmacs per evitar la mutació del VIH.
L'estructura cristal·lina d'AZT fou aconseguida per Alan Howie (Universitat d'Aberdeen) el 1988. En estat sòlid l'AZT forma una xarxa de ponts d'hidrogen.

## Profilaxi post-exposició
L'AZT es pot utilitzar en combinació amb altres medicaments antiretrovirals per reduir substancialment el risc d'infecció per VIH després d'una exposició de risc al virus (com una lesió amb agulles que implica el contacte amb fluids sanguinis d'una persona infectada amb VIH).
L'AZT també es recomana com a part d'un règim per evitar transmissió entre la mare i el nadó del VIH durant l'embaràs el part i l'alletament. Sense tractament, aproximadament un 25% d'infants amb mares portadores del VIH s'infecten amb aquest. L'administració d'AZT permet reduir aquest risc a aproximadament un 8% en un règim en tres parts durant l'embaràs, el part i a l'infant durant 6 setmanes després del naixement. L'ús de combinacions apropiades d'antiretrovirals, el part per cesària i evitar l'alletament matern promou una reducció del risc de transmissió perinatal del VIH en un 1-2%.

## Efectes secundaris
Els efectes secundaris comuns d'AZT inclouen nàusea, mal de cap, canvis en el metabolisme del greix (lipodistròfia) i el descoloriment d'ungles. Altres efectes secundaris severs inclouen anèmia i supressió de medul·la òssia, que pot ser vençut utilitzant tractaments amb eritropoietina o darbepoetina. Aquests efectes secundaris indesitjables són deguts a la sensibilitat de la γ-DNA polimerasa als mitocondris de les cèl·lules. L'AZT actua de forma sinèrgica o additiva amb molts agents antivírics com aciclovir i l'interferó; tanmateix, la ribavirina disminueix l'efecte antivíric de l'AZT. Les drogues que inhibeixen glucuronidació hepàtica, com indometacina, àcid acetilsalicílic (Aspirina) i trimetoprim, disminueixen la proporció d'eliminació i augmenten la toxicitat.

## Resistència viral
L'AZT no fa desaparèixer la infecció del VIH, de la que encara no es disposa de cap vacuna efectiva, sinó que només retarda la progressió de la malaltia i la replicació de virus, fins i tot a dosis molt altes. Durant tractament d'AZT prolongat el VIH té l'habilitat per guanyar una resistència augmentada a AZT de mutació de la transcriptasa inversa. Per alentir el desenvolupament de resistència, els metges generalment recomanen que AZT es doni en combinació amb un altre inhibidor de la transcriptasa inversa i un antiretroviral d'un altre grup, com els inhibidors de proteasa o un inhibidor de la transcriptasa inversa de tipus no-nucleòsid.

## Mode d'acció

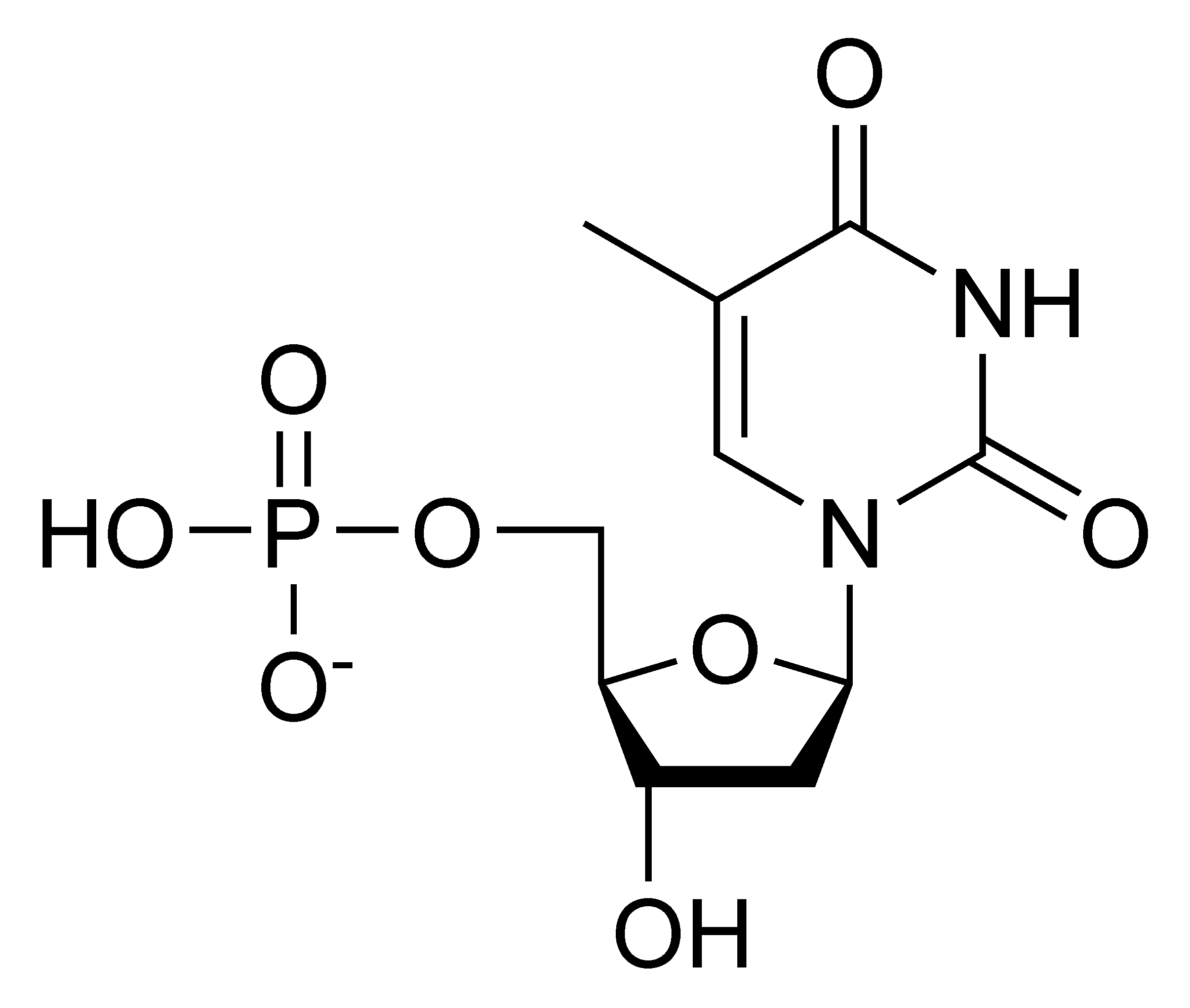
Estructura de la desoxitimidina, nucleòtid amb l'estructura molecular molt semblant a la zidovudina.

Com altres inhibidors de la transcriptasa inversa, l'AZT inhibeix l'acció de la transcripció inversa pròpia dels retrovirus, l'enzim que el VIH utilitza per fer una còpia de DNA del seu RNA. La transcripció inversa és necessària per a la producció del DNA de manera doble encallat víric, que és posteriorment empalmat al material genètic d'una cèl·lula de diana (on s'anomena un provirus).
El grup d'azido augmenta la natura lipofílica de l'AZT, permetent-li creuar membranes cel·lulars fàcilment per difusió i així també per creuar la barrera hematoencefàlica. Els enzims cel·lulars converteixen l'AZT en la forma 5'-trifosfat. Els estudis han mostrat que l'acabament de les cadenes d'ADN formades és el factor específic en l'efecte inhibitori.
La forma trifosfat també té una major capacitat inhibir l'ADN polimerasa cel·lular, que és utilitzat per cèl·lules normals com a part de la divisió cel·lular.
Tanmateix, AZT en té entre 100 i 300 vegades major afinitat per la transcriptasa inversa del VIH que per l'ADNpol humana per la seva activitat antiviral.
Un tipus especial d'ADNpol cel·lular (l'encarregada de replicar l'ADN mitocondrial) és més sensible a la inhibició per AZT, i això provoca patologies en teixits rics en mitocondris com en els teixits cardíacs i musculars (també anomenada miositis).

## Problemes de patents
AZT ha estat l'objectiu d'alguna controvèrsia a causa de la natura de la patent process.
El 1991, el "Ciutadà Públic" presentà un litigi que afirmava que la patent de l'AZT/Zidovudine era invàlida. Als EUA la Court of Appeals for the Federal Circuit decidí el 1992 a favor de Burroughs Wellcome, el propietari de la patent. El jutjat sentencià que no era l'aproximació correcta per avaluar la validesa subjacent de la patent que ja s'estava en litigi en una altra cort. El 2002, fou presentat un altre litigi sobre la patent per la AIDS Healthcare Foundation.
Tanmateix, la patent expirà el 2005 (actualment la patent de l'AZT és de domini públic), permetent a altres companyies farmacèutiques fabricar i comercialitzar AZT genèric sense haver de pagar royaltys a GlaxoSmithKline. La FDA ha aprovat des d'aleshores quatre formes genèriques d'AZT en venda als EUA.